# شهرستان دلاویر (ایندیانا)
شهرستان دلاویر، ایندیانا (به انگلیسی: Delaware County, Indiana) شهرستانی در ایالات متحده آمریکا است که در ایندیانا واقع شده‌است.